# 瓜達拉塞提戰役
瓜達拉塞提戰役發生於852年，交戰雙方分別是阿斯圖里亞斯王國與潘普洛納王國的聯軍，對上後伍麥亞王朝穆罕默德一世指揮的部隊，最後結果是穆斯林獲勝。

## 背景
852年埃米爾阿卜杜·拉赫曼二世去世，托雷多地區周圍的居民如同過去幾次的機會一樣掀起叛亂。起因是，在內部他們對政府的腐敗感到失望，從外部來看他們也比較認同北方的基督徒王國。而且他們還受到居住在穆斯林邊陲的莫札拉布人頻繁的騷擾。因此，托雷多的居民拿起武裝，尋求阿斯圖里亞斯王國與巴斯克人的協助，如同伊本·赫勒敦的記載，逐字引述了10世紀西班牙語言的史料：
托雷多的人民請求加利西亞國王與巴斯克人國王的援助，他們帶著都市的人前來解救他們。托雷多的軍隊由托雷多與基督教國王的人民聯合組成，他們看到非常渺小的埃米爾，於是前去瓜達拉塞提的河岸熱烈的戰鬥，擊潰了埃米爾。他向南方的土地撤退，後方緊追的托雷多聯軍掉入了埋伏當中，正中大量阿拉伯軍隊的下懷。結果超過8,000名基督徒士兵被殺，帶給伊斯蘭帝國勝利並且粉碎了托雷多的叛亂。——伊本·赫勒敦

## 戰役
組織嚴謹的穆罕默德一世軍隊輕易地擊潰托雷多的烏合之眾以及他們來自阿斯圖里亞斯與潘普洛納的基督徒士兵。然而接下來7年他們都無法奪回托雷多這座城市。

## 結局
托雷多與阿斯圖里亞斯軍隊在瓜達拉塞提被擊敗後，穆罕默德一世沒有成功奪回城市，受到基督教神職人員的啟發以及穆拉迪人的援助所形成的叛亂，一直延續到858年都與哥多華保持距離獨立。858年穆罕默德終於征服了城市，並且監禁了主教歐亨尼歐（Eugenio），其於859年被處死。